# Kreisgericht Calbe a.d. Saale
Das Kreisgericht Calbe a.d. Saale war von 1849 bis 1879 ein preußisches Kreisgericht mit Sitz in Calbe a.d. Saale.

## Geschichte
Bis 1849 bestand in Calbe das Land- und Stadtgericht Calbe (Saale) sowie Patrimonialgerichte. Die „Verordnung über die Aufhebung der Privatgerichtsbarkeit und des eximierten Gerichtsstandes sowie über die anderweitige Organisation der Gerichte“ vom 2. Januar 1849 hob die Patrimonialgerichtsbarkeit auf. Gleichzeitig wurde das Appellationsgericht Magdeburg geschaffen, dem Kreisgerichte, darunter das Kreisgericht Calbe a.d. Saale zugeordnet waren. Sein Sprengel umfasste den Landkreis Calbe und Teile des Landkreises Wanzleben mit den Städten Aken, Barby, Calbe, Groß-Salze, Schönebeck und Staßfurt. Der Sprengel umfasste 76.291 Gerichtseingesessene. Schwurgerichtsangelegenheiten wurden beim Stadt- und Kreisgericht Magdeburg behandelt. Gerichtsdeputationen bzw. Gerichtskommissionen wurden in Groß-Salze, Aken und Staßfurt eingerichtet. Gerichtstage wurden in Barby gehalten.
Mit den Reichsjustizgesetzen wurden die Gerichte im Deutschen Reich vereinheitlicht. Das Kreisgericht Calbe a.d. Saale wurde 1879 aufgehoben. Neu eingerichtet wurde nun das Amtsgericht Calbe (Saale) im Bezirk des Landgerichtes Magdeburg.

## Gerichtsdeputation Groß-Salze
In Groß Salze bestand bis 1849 das Land- und Stadtgericht Groß Salze. Der Sprengel der Gerichtsdeputation Groß-Salze ab 1849 umfasste die Orte Groß- und Alt-Salze, Schönebeck, Beyendorf, Biere, Eggersdorf, Felgeleben mit Jackmünde, Frohse, Glinde, Gnadau und Döben, Pömmelte, Salbke mit dem Klostergut in der Kreuzhorst, Sohlen, Welsleben und Westerhüsen. Zum 1. Januar 1852 wurde die Gerichtsdeputation Groß-Salze aufgehoben und stattdessen drei Gerichtskommissionen in Groß-Salze eingerichtet. Zum 1. Dezember 1853 wurde wieder eine Gerichtsdeputation Groß-Salze eingerichtet. Die Gerichtsdeputation Groß-Salze wurde 1879 aufgehoben und das Amtsgericht Groß-Salze gebildet.

## Gerichtskommission Aken
In Aken bestand bis 1849 eine Gerichtskommission Aken des Land- und Stadtgerichts Calbe (Saale). Der Sprengel der Gerichtskommission Aken ab 1849 umfasste die Orte Aken mit Amt, Klietzen, Amt, Breitenhagen und Saalborn, Chörau, Kühren, Lödderitz, Maxdorf, Mennewitz, Micheln, Rajoch und Susigke. Die Gerichtskommission Aken wurde 1879 aufgehoben und das Amtsgericht Aken gebildet.

## Gerichtskommission Staßfurth
Der Sprengel der Gerichtskommission Staßfurth umfasste die Orte Staßfurth, Alt-Staßfurth, Athensleben mit Rothenförde, Atzendorf, Bisdorf, Borne und Löderburg. Die Gerichtskommission Staßfurth wurde 1879 aufgehoben und das Amtsgericht Staßfurt gebildet.